# Finale UEFA Europa League 2024
De UEFA Europa Leaguefinale van het seizoen 2023/24 was de 53ste eindwedstrijd van het secundaire toernooi van het Europees clubvoetbal en de 15de sinds de naamsverandering. De voetbalwedstrijd werd op woensdag 22 mei 2024 gespeeld tussen het Italiaanse Atalanta Bergamo en het Duitse Bayer Leverkusen in de Avivastadion te Dublin met István Kovács als scheidsrechter. Atalanta Bergamo won zijn eerste internationale prijs door met 3–0 te winnen, dankzij een hattrick van Ademola Lookman, nam de titel over van Sevilla FC en kwalificeerde zich voor voor de UEFA Champions League 2024/25, de UEFA Super Cup 2024 en de UEFA–CONMEBOL Club Challenge 2024.

## Organisatie

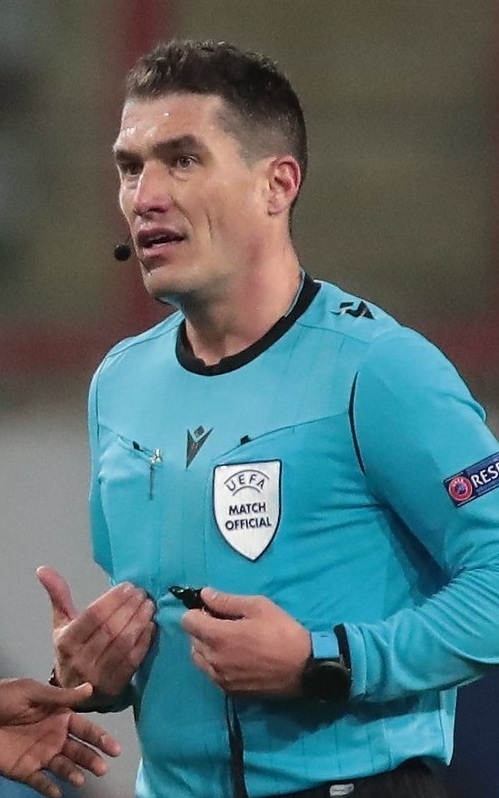
István Kovács, de scheidsrechter van de finale

Op 16 juli 2021 wees de UEFA het Avivastadion in Dublin aan als stadion voor de UEFA Europa Leaguefinale van 2024, als erkenning van inspanningen en investeringen voor de organisatie van wedstrijden op het EK 2020, die uiteindelijk wegens coronamaatregelen niet in Dublin werden gespeeld. In het Avivastadion werd eerder de UEFA Europa Leaguefinale van 2011 gespeeld.
De UEFA stelde op 13 mei 2024 de Roemeen István Kovács aan als scheidsrechter voor de finale. Eerder floot hij de finale van de UEFA Europa Conference League in 2022 en was hij vierde official bij de finale van de UEFA Champions League in 2023. In het UEFA Europa League-seizoen 2023/24 had hij eerder de leiding over de terugwedstrijd van de achtste finale tussen Villarreal CF en Olympique Marseille. Kovács werd geassisteerd door Vasile Marinescu en Mihai Artene als assistent-scheidsrechters en de Slowaak Ivan Kružliak als vierde official. De Nederlander Pol van Boekel werd aangesteld als videoscheidsrechter, gesteund door de Roemeen Cătălin Popa en zijn landgenoot Rob Dieperink.
De Iers voormalig voetballer John O'Shea was de ambassadeur van de finale.

## Voorgeschiedenis
Atalanta Bergamo speelde in 1988 de halve finale van de Europacup II en verloor van KV Mechelen, maar speelde nooit eerder een Europese finale. Bayer Leverkusen won in 1988 de finale van de UEFA Cup tegen RCD Espanyol en verloor in 2002 de finale van de UEFA Champions League. Duitse clubs wonnen in totaal zeven eerdere UEFA Europa Leaguefinales en verloren er acht. De vorige Duitse club in de finale van de UEFA Europa League was Eintracht Frankfurt, dat in 2022 na strafschoppen won. Italiaanse clubs wonnen in totaal negen eerdere UEFA Europa Leaguefinales en verloren er acht. De vorige Italiaanse club in de finale van de UEFA Europa League was AS Roma, dat in 2023 na strafschoppen verloor. Drie keer eerder speelden een Italiaanse en een Duitse club tegen elkaar in de UEFA Europa Leaguefinale; de Duitse club won in 1997 en de Italiaanse club in 1989 en 1993.
Atalanta Bergamo en Bayer Leverkusen troffen elkaar eerder in maart 2022, toen Atalanta Bergamo met 3–2 en 0–1 won in de achtste finales van de UEFA Europa League. Atalanta Bergamo won in totaal 3 en verloor 2 van zijn 8 eerdere wedstrijden tegen Duitse clubs, waarvan de recentste tegen RB Leipzig in de kwartfinales van de UEFA Europa League in 2022 was. Bayer Leverkusen won in totaal 6 en verloor 14 van zijn 27 eerdere wedstrijden tegen Italiaanse clubs, waarvan de recentste tegen AS Roma in de halve finales op weg naar de finale van 2024 was. Beide clubs speelden nooit eerder in Ierland.
Atalanta Bergamo-hoofdtrainer Gian Piero Gasperini verloor met Internazionale de Supercoppa 2011 en trainde Atalanta Bergamo drie keer eerder in een finale, die telkens verloren ging in de Coppa Italia, in 2019, 2021 en 2024. Hij won 2 en verloor 2 van zijn 6 eerdere wedstrijden als trainer tegen Duitse clubs. Bayer Leverkusen-hoofdtrainer Xabi Alonso was nooit eerder trainer in een finale, maar stond als speler drie keer eerder in een Europese finale; met Liverpool FC won hij in 2005 en verloor hij in 2007 en met Real Madrid won hij in 2014. Hij won 1 en verloor 1 van zijn 4 eerdere wedstrijden als trainer tegen Italiaanse clubs.
Zowel Atalanta Bergamo als Bayer Leverkusen kwalificeerde zich in het seizoen 2023/24 ook voor de finale van het landelijke bekertoernooi; Atalanta Bergamo verloor tegen Juventus FC de finale van de Coppa Italia en Bayer Leverkusen plaatste zich voor de finale van de DFB-Pokal tegen FC Kaiserslautern. Bayer Leverkusen, dat de Bundesliga won, was voorafgaand aan de finale nog het hele seizoen ongeslagen; met 51 wedstrijden was dat de langste ongeslagen reeks van een club sinds de invoering van het Europees clubvoetbal. Mitchel Bakker speelt ten tijde van de finale voor Atalanta Bergamo, maar speelde voorheen voor Bayer Leverkusen.

## Weg naar de finale

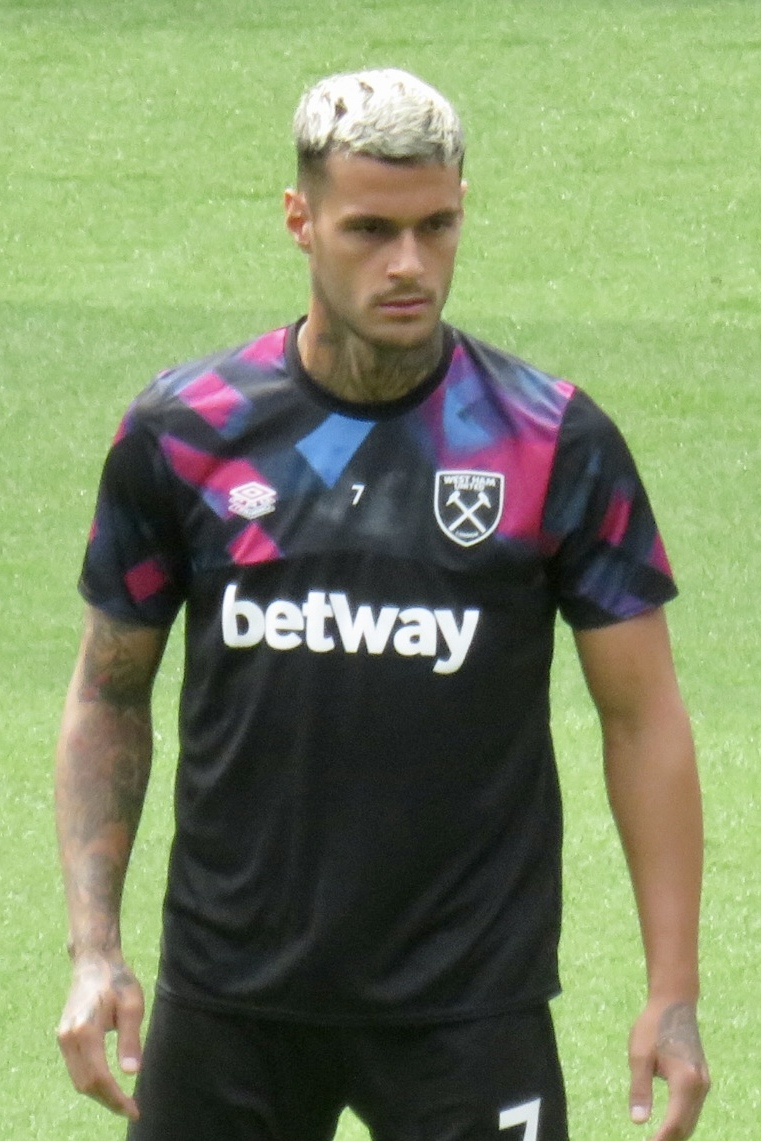
Gianluca Scamacca scoorde onderweg naar de finale zes keer, waaronder in iedere ronde van de knock-outfase.

| Pos | Team              | Wed | Ptn |
| --- | ----------------- | --- | --- |
| 1   | Atalanta Bergamo  | 6   | 14  |
| 2   | Sporting Portugal | 6   | 11  |
| 3   | Sturm Graz        | 6   | 4   |
| 4   | Raków Częstochowa | 6   | 4   |

| Pos | Team             | Wed | Ptn |
| --- | ---------------- | --- | --- |
| 1   | Bayer Leverkusen | 6   | 18  |
| 2   | Qarabağ          | 6   | 10  |
| 3   | Molde            | 6   | 7   |
| 4   | BK Häcken        | 6   | 0   |

### Atalanta Bergamo
Atalanta Bergamo plaatste zich met de vijfde plek in de Serie A voor de groepsfase van de UEFA Europa League. Het werd ongeslagen groepswinnaar in een groep met Sporting CP, Sturm Graz en Raków Częstochowa, waardoor het zich kwalificeerde voor de achtste finales. In de achtste finales trof Atalanta Bergamo wederom Sporting CP. De uitwedstrijd werd met 1–1 gelijkgespeeld, waarna Atalanta Bergamo in eigen huis een achterstand omdraaide in een 2–1 overwinning. In de kwartfinales stuntte Atalanta Bergamo door op Anfield met 0–3 te winnen van Liverpool FC. In de thuiswedstrijd kwam Liverpool FC snel op een voorsprong via een benutte strafschop van Mohamed Salah, maar wist Atalanta Bergamo vervolgens stand te houden. De laatste horde naar de finale was Olympique Marseille. Beide teams hielden elkaar in het Stade Vélodrome op een 1–1 gelijkspel, waarna Atalanta Bergamo in het Stadio Atleti Azzurri d'Italia met 3–0 won en dus de finale bereikte.

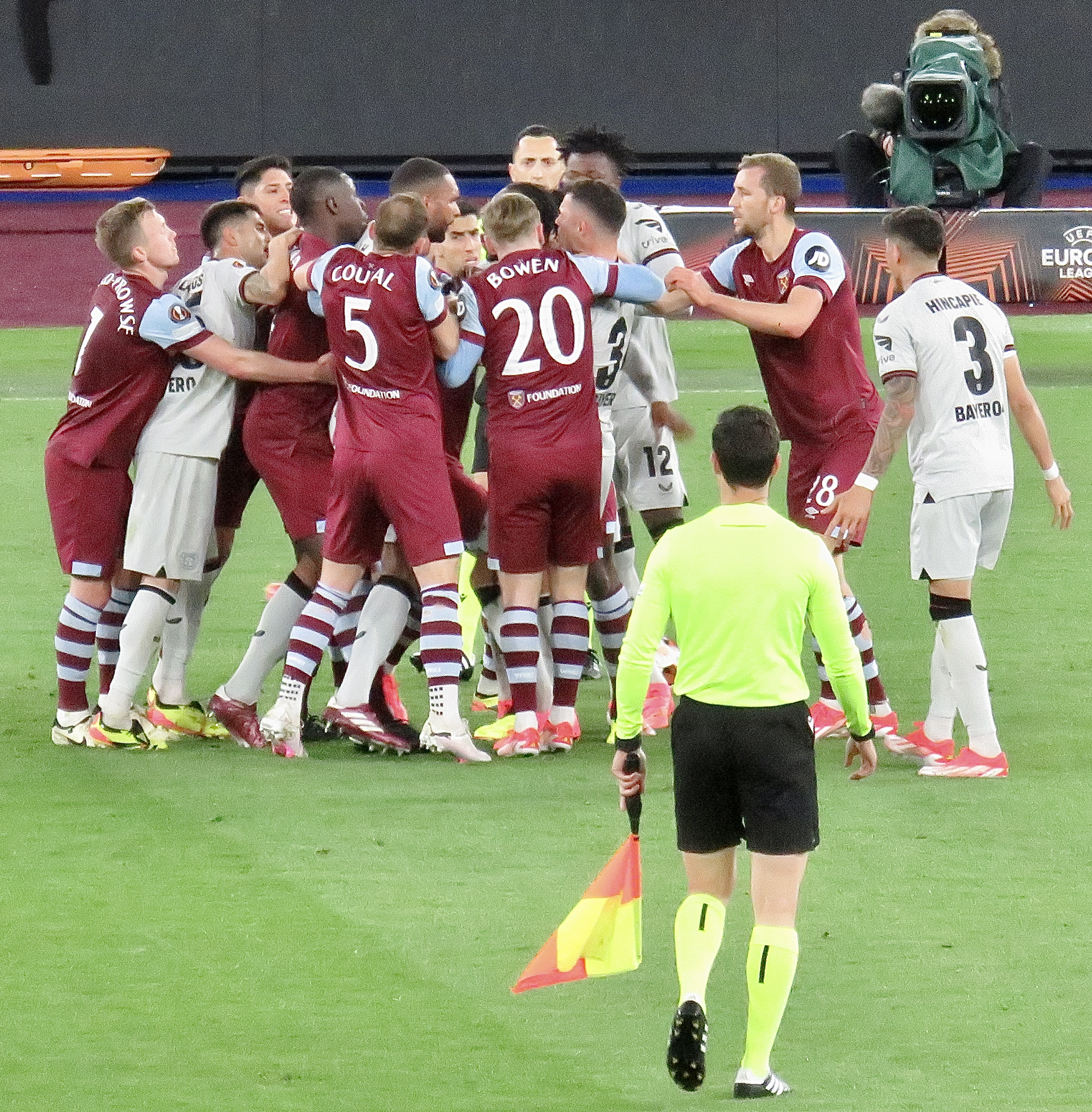
Een opstootje in de kwartfinale tussen West Ham United en Bayer Leverkusen

### Bayer Leverkusen
Bayer Leverkusen plaatste zich met de zesde plek in de Bundesliga voor de groepsfase van de UEFA Europa League. Het won al zijn wedstrijden in een groep met FK Qarabağ, Molde FK en BK Häcken, waarbij het al zijn thuiswedstrijden met vier doelpunten verschil won. Zo plaatste de club zich als groepswinnaar voor de achtste finales, waarin wederom FK Qarabağ de tegenstander was. Bayer Leverkusen wist in de uitwedstrijd een 2–0 achterstand om te zetten in een 2–2 gelijkspel. In de thuiswedstrijd kwam het ook op een 0–2 achterstand, maar won het met 3–2, dankzij doelpunten van Patrik Schick in de blessuretijd. In de kwartfinales tegen West Ham United won Bayer Leverkusen het heenduel met 2–0, waarna in de uitwedstrijd met 1–1 gelijk gespeeld werd. De laatste horde naar de finale was AS Roma. Bayer Leverkusen won in het Stadio Olimpico met 0–2. In de BayArena nam AS Roma een 0–2 voorsprong, maar kwam Bayer Leverkusen terug tot een 2–2 gelijkspel, wat genoeg was om de finale te bereiken.

## Wedstrijd

### Verloop
Atalanta Bergamo kwam binnen 26 minuten op een 2–0 voorsprong. Ademola Lookman was voor zijn man gekomen om op aangeven van Davide Zappacosta binnen te tikken en had vervolgens de score verdubbeld met een laag schoot van buiten het strafschopgebied. De grootste mogelijkheid van Bayer Leverkusen in de eerste helft werd door Alejandro Grimaldo in de handen van Juan Musso geschoten. In de slotfase van de eerste helft werd een doelpoging van Charles De Ketelaere in de korte hoek gestopt door Matěj Kovář. Bayer Leverkusen zocht in de tweede helft meer naar een aansluitingstreffer, maar Jeremie Frimpong kreeg op een kansrijke positie de bal niet onder controle. Aan de andere kant completeerde Lookman zijn hattrick met een hard schoot. In het overgebleven kwartier werd een doelpoging van Éderson gestopt door Kovář, werd een hakbal van Patrik Schick geblokt door Berat Djimsiti en schoot Adam Hložek naast.

### Details
|                           |                       |               |                  | |
| 22 mei 2024 21:00 (UTC+2) | Atalanta Bergamo      | 3 – 0 (2 – 0) | Bayer Leverkusen | Stadion: Avivastadion, Dublin Toeschouwers: 47.135 Scheidsrechter: István Kovács Assistenten: Vasile Marinescu Assistenten: Ovidiu Artene Vierde official: Ivan Kružliak Vijfde official: Branislav Hancko Video-assistenten: Pol van Boekel Video-assistenten: Rob Dieperink (SVAR) AVAR: Cătălin Popa Speler van de wedstrijd: Ademola Lookman |
| 22 mei 2024 21:00 (UTC+2) | Lookman 12', 26', 75' | Verslag       |                  | Stadion: Avivastadion, Dublin Toeschouwers: 47.135 Scheidsrechter: István Kovács Assistenten: Vasile Marinescu Assistenten: Ovidiu Artene Vierde official: Ivan Kružliak Vijfde official: Branislav Hancko Video-assistenten: Pol van Boekel Video-assistenten: Rob Dieperink (SVAR) AVAR: Cătălin Popa Speler van de wedstrijd: Ademola Lookman |
| 22 mei 2024 21:00 (UTC+2) |                       |               |                  | Stadion: Avivastadion, Dublin Toeschouwers: 47.135 Scheidsrechter: István Kovács Assistenten: Vasile Marinescu Assistenten: Ovidiu Artene Vierde official: Ivan Kružliak Vijfde official: Branislav Hancko Video-assistenten: Pol van Boekel Video-assistenten: Rob Dieperink (SVAR) AVAR: Cătălin Popa Speler van de wedstrijd: Ademola Lookman |
| 22 mei 2024 21:00 (UTC+2) |                       |               |                  | Stadion: Avivastadion, Dublin Toeschouwers: 47.135 Scheidsrechter: István Kovács Assistenten: Vasile Marinescu Assistenten: Ovidiu Artene Vierde official: Ivan Kružliak Vijfde official: Branislav Hancko Video-assistenten: Pol van Boekel Video-assistenten: Rob Dieperink (SVAR) AVAR: Cătălin Popa Speler van de wedstrijd: Ademola Lookman |
|                           |                       |               |                  | |

| Atalanta Bergamo | Bayer Leverkusen |

| DM                   | 01 | Juan Musso           |         |
| CV                   | 19 | Berat Djimsiti       | 22'     |
| CV                   | 04 | Isak Hien            |         |
| CV                   | 23 | Sead Kolašinac       | 46'     |
| RM                   | 77 | Davide Zappacosta    | 60' 84' |
| CM                   | 13 | Éderson              |         |
| CM                   | 07 | Teun Koopmeiners     | 70'     |
| LM                   | 22 | Matteo Ruggeri       | 90+1'   |
| RB                   | 17 | Charles De Ketelaere | 57'     |
| SP                   | 90 | Gianluca Scamacca    | 35' 84' |
| LB                   | 11 | Ademola Lookman      |         |
| Wisselspelers:       |    |                      |         |
| DM                   | 29 | Marco Carnesecchi    |         |
| DM                   | 31 | Francesco Rossi      |         |
| VD                   | 02 | Rafael Tolói         | 90+1'   |
| VD                   | 03 | Emil Holm            |         |
| VD                   | 20 | Mitchel Bakker       |         |
| VD                   | 33 | Hans Hateboer        | 84'     |
| VD                   | 42 | Giorgio Scalvini     | 46'     |
| MV                   | 08 | Mario Pašalić        | 57'     |
| MV                   | 15 | Marten de Roon       |         |
| MV                   | 25 | Michel Ndary Adopo   |         |
| MV                   | 59 | Aleksej Mirantsjoek  |         |
| AV                   | 10 | El Bilal Touré       | 84'     |
| Coach:               |    |                      |         |
| Gian Piero Gasperini |    |                      |         |

| DM             | 17 | Matěj Kovář        |         |
| CV             | 02 | Josip Stanišić     | 46'     |
| CV             | 04 | Jonathan Tah       |         |
| CV             | 12 | Edmond Tapsoba     | 67'     |
| RM             | 30 | Jeremie Frimpong   | 81'     |
| CM             | 34 | Granit Xhaka       |         |
| CM             | 25 | Exequiel Palacios  | 68'     |
| LM             | 03 | Piero Hincapié     |         |
| RB             | 10 | Florian Wirtz      | 81' 35' |
| SP             | 21 | Amine Adli         |         |
| LB             | 20 | Alejandro Grimaldo | 68'     |
| Wisselspelers: |    |                    |         |
| DM             | 31 | Lukáš Hrádecký     |         |
| DM             | 36 | Niklas Lomb        |         |
| VD             | 06 | Odilon Kossounou   |         |
| VD             | 13 | Arthur             |         |
| MV             | 08 | Robert Andrich     | 68' 73' |
| MV             | 32 | Gustavo Puerta     |         |
| AV             | 07 | Jonas Hofmann      |         |
| AV             | 09 | Borja Iglesias     |         |
| AV             | 14 | Patrik Schick      | 81'     |
| AV             | 19 | Nathan Tella       | 81'     |
| AV             | 22 | Victor Boniface    | 46'     |
| AV             | 23 | Adam Hložek        | 68'     |
| Coach:         |    |                    |         |
| Xabi Alonso    |    |                    |         |

### Statistieken
| [ 11 ]                 | Atalanta Bergamo | Bayer Leverkusen |
| ---------------------- | ---------------- | ---------------- |
| Doelpunten             | 3                | 0                |
| Gele kaarten           | 4                | 3                |
| Rode kaarten           | 0                | 0                |
| Wissels                | 5                | 5                |
| Schoten op doel        | 7                | 3                |
| Schoten naast doel     | 1                | 4                |
| Overtredingen          | 21               | 12               |
| Hoekschoppen           | 2                | 5                |
| Buitenspel             | 1                | 0                |
| Geslaagde passes       | 238              | 587              |
| Passnauwkeurigheid (%) | 73               | 85               |
| Balbezit (%)           | 42               | 58               |

## Nasleep
Atalanta Bergamo won zijn tweede prijs op het hoogste niveau ooit, na eerder de Coppa Italia van 1963 gewonnen te hebben. Atalanta Bergamo werd na Juventus FC, SSC Napoli, Inter Milan en Parma AC de vijfde Italiaanse club die ooit het toernooi won en de eerste Italiaanse winnaar van het toernooi sinds Parma AC in 1999. Bovendien werd Atalanta Bergamo de eerste club die de UEFA Europa League voor de eerste keer won sinds Villarreal CF in 2021 en de eerste Italiaanse club die het toernooi voor de eerste keer won sinds Parma AC in 1995. Bayer Leverkusen werd de zevende Duitse club die ooit de finale van het toernooi verloor, na Borussia Mönchengladbach, Borussia Dortmund, Hamburger SV, FC Köln, VfB Stuttgart en Werder Bremen, en de eerste sinds Werder Bremen in 2009. Gian Piero Gasperini werd de negende Italiaanse trainer die het toernooi ooit won en de eerste sinds Maurizio Sarri in 2019. Ademola Lookman was de eerste speler geworden die een hattrick maakte in de finale van de UEFA Europa League.